# J. Amado Araneta
Jesús Amado Araneta y Sitchón (Bago, 26 de febrero de 1907-Nueva York, 17 de noviembre de 1985) fue un hombre de negocios filipino y destacado miembro de la familia Araneta. Inicialmente estuvo involucrado en plantaciones de azúcar, pero invirtió en bienes raíces comerciales después de la Segunda Guerra Mundial. Es conocido por el desarrollo del área del Centro Araneta en Manila, y por su influencia en las Filipinas antes y después de la Segunda Guerra Mundial. Durante la última parte del reinado del presidente Ferdinand Marcos, Araneta vivió en el exilio en los Estados Unidos.

## Historia
J. Amado Araneta era el yerno del industrial Jorge Araneta. Con su participación inicial en las plantaciones de azúcar, J. Amado cambió la conciencia cultural filipina en la década de 1930, cuando compró dos estaciones de televisión estadounidenses y comenzó a transmitir contenido local por primera vez.
Después de la Segunda Guerra Mundial, y la independencia de Filipinas, Araneta comenzó a diversificar sus posesiones. Él compró tres molinos en la isla de Negros y comenzó a invertir pesadamente en bienes raíces comerciales. Fue influyente en el gobierno filipino, actuando como asesor informal de Manuel Roxas, entonces presidente de Filipinas. Alentó a Roxas a financiar la construcción de los molinos Negros y restaurarlos al mismo orden en que se encontraban antes de la guerra, y en los dos años de liderazgo antes de la muerte de Roxas, el presidente favoreció a los barones del azúcar como Araneta. En ese momento, Araneta actuaba como la principal fuente de financiamiento para el Partido Liberal de Roxas.
Uno de los proyectos más conocidos de Araneta es el desarrollo del área conocida como el Centro Araneta en Manila, con el Coliseo Araneta en su corazón. Compró la tierra requerida en el 1952, que entonces contenía una serie de torres de radio, con la idea que habría una serie de edificios de la señal en el área. Había identificado el área como estando en la encrucijada de Cubao, donde la gente de la ciudad pasaba diariamente pero estaba subdesarrollada. Él comenzó la construcción del coliseo en 1957, con él terminado en 1959 como el estadio cubierto más grande en el mundo. Abrió en el 16 de marzo de 1960, recibiendo la tarjeta de boxeo que ofrecía la pelea del acontecimiento principal entre Gabriel Elorde y Harold Gomes.
Después de la Constitución de Filipinas de 1973 y de la regla de estilo paramilitar del nuevo gobierno bajo Ferdinand Marcos, Araneta se llevó a sí mismo ya su familia fuera del país. Él residió en la ciudad de Nueva York hasta su muerte. Mientras estaban fuera del país, los negocios en Filipinas eran controlados remotamente, pero estaban en declive bajo el nuevo régimen.

## Muerte y legado
Araneta murió en noviembre de 1985. Su familia llevó su cuerpo a Manila, donde fue enterrado unos tres meses antes de la caída de la autoridad que había llevado a su exilio político. Sus tres hijos heredaron su negocio, que fue presidido por su hijo, Jorge.
Sus descendientes han tenido éxito en una variedad de profesiones, con su nieta Margarita Forés siendo nombrada la mejor cocinera femenina en Asia en 2016. Su nieto Mar Roxas, funcionó para el presidente como candidato del Partido Liberal en las elecciones presidenciales de Filipinas de 2016, en las que fue derrotado por Rodrigo Duterte.